# Danmarks kvindefodboldlandshold
Danmarks kvindefodboldlandshold er Dansk Boldspil-Unions bedste kvindelige landshold, der repræsenterer Danmark ved internationale turneringer og kampe.
På Fifas officielle rangliste, havde holdet sin storhedstid i starten af 2000-tallet, hvor de i flere år var blandt verdens 10 bedste landshold. Siden august 2010 har holdet ikke været i top-10. Lavpunktet var i sommeren 2016, hvor holdet lå på 20. pladsen. Siden er det gået fremad, og holdet nærmer sg igen top 10. Pr. august 2024 ligger de således på 12. pladsen.

## Historie

### Dansk Kvinde Fodbold Union
I 1970 blev der for første gang afholdt et internationalt mesterskab for kvinder i form af uofficielt VM i Italien. Der havde været spillet organiseret kvindefodbold i Dansk Kvinde Fodbold Union uden for DBUs regi siden begyndelsen af 1960'erne, og den store klub i Danmark var BK Femina, der gennem nogle år også været på flere udenlandsture og derigennem fået rutine. Det blev derfor denne klub, der kom til at repræsentere Danmark, hvilket gav stor succes, da holdet blev de første uofficielle verdensmestre. VM-holdet fra 1970 bestod af
- Jana Mandikova
- Maria Ševčíková
- Helene Østergaard Hansen
- Inge Kristensen
- Lilli Nielsen
- Joan Nielsen
- Ann Lindh
- Jytta Termansen
- Birgit Schram
- Kirsten Schäeffer
- Joan Thomsen
- Marianne Pihl
- Else Olsen
- Svend Åge Pedersen, træner

Året efter blev VM genvundet i Mexico, og denne gang var der spillere fra flere klubber med. I finalen blev det til en 3-0 sejr over værtsnationen, og alle tre mål blev scoret af den kun 15-årige Susanne Augustesen. VM-finaleholdet bestod af:
- Birte Kjems, Ribe
- Solveig Hansen, Rødovre
- Lis Pedersen, Orient
- Ingrid Hansen, Herrested
- Ann Andreasen, Svendborg
- Bente Jensen, Svendborg
- Inger Pedersen, Virum Sorgenfri
- Marianne Kamph, Skovlunde IF
- Helene Østergaard Hansen, Femina
- Lis Lene Nielsen, Odense
- Susanne Augustesen, Holbæk
- Lone Nilsson, Hvidovre IF
- Anette Frederiksen, Ribe
- Lene Schelke, Sundby
- Mona Jensen, AIA
- Inge Kristensen, holdleder
- Jørgen Andreasen, træner

Efter disse to turneringer måtte man fra de nationale forbunds side erkende, at kvindefodbold var kommet for at blive, og DBU overtog derpå organiseringen af kvindefodbolden i Danmark, herunder afholdelse af DM-turnering.

### Dansk Boldspil-Union
Der skulle dog gå endnu nogle år, inden der blev afholdt officielle internationale mesterskaber. Undervejs mod dette opnåede det danske landshold også at blive de første uofficielle europamestre, da en turnering blev afholdt i Italien i 1979. De første officielle mesterskaber blev afholdt i 1984, hvor Danmark blev slået i semifinalen af England.
Fra 1987 blev der afholdt EM hvert andet år, indtil der fra 1997 blev gennemført samme system som hos mændene med kontinentale mesterskaber med fire års mellemrum og verdensmesterskaber midt mellem hver af disse. Danmarks bedste resultater ved EM er sølvmedalje fra 2017, to bronzemedaljer (1991 og 1993) samt nederlag i semifinalen i 2001 og 2013, hvor der ikke blev spillet bronzekamp. Ved EM 2017 var der stor mediefokus på kvindelandsholdet og alle kampene, hvor det danske landshold spillede, blev vist i enten DR eller TV2. Finalen mod Holland, som Danmark tabte 2-4, blev vist af begge tv-stationer på henholdsvis DR1 og TV2. Der blev sat seerrekorder, hvor der først med gennemsnitlig 1,009 millioner seere til Danmarks semifinalesejr over Østrig efter forlænget spilletid og straffesparkskonkurrence blev opnået årets hidtil højeste antal seere til en fodboldkamp. Dette tal blev overgået i finalen, hvor det gennemsnitlige antal seere på de to kanaler til sammen nåede op på 1,469 millioner, hvilket var det højeste antal seere til en fodboldkamp på dansk tv siden 2014.
VM-turneringen blev officiel fra 1991, og fra starten var denne turnering blevet afholdt med fire års mellemrum. Danmark har været med ved fire af de syv hidtil afholdte slutrunder, men har ikke nået længere end til en kvartfinale (1991 og 1995).
Kvindefodbold var første gang på OL-programmet i Atlanta 1996. Danmark var med denne første gang, men har ikke siden formået at kvalificere sig til OL.

#### Konflikt om aflønning
I september 2017 stod det klart, at kvindelandsholdet og U21 landsholdet havde en alvorlig konflikt med DBU om hvordan disse landshold skulle aflønnes. Indtil da havde de f.eks. ikke fået nogen løn i penge for at spille venskabskampe, i stedet var de blevet aflønnet med 10 fribilletter i kategori 1 samt otte VIP-billetter, som dog ikke inkluderede spisning efter landskampen. Lønnen for at spille en kvalifikationskamp var 2.500 kroner, og hvis det lykkedes dem at kvalificere sig til en slutrunde, så fik de yderligere en bonus på 2.500 kroner. Derudover kunne spillerne søge om stipendium fra Dansk Boldspil Union, som varierer i størrelse mellem 4000, 3000 og 1000 kroner om måneden. Den 11. september skulle landsholdet være mødt til landsholdssamling i Horsens, hvor de skulle forberede sig på venskabskampen mod de regerende europamestre, Holland. Kvindelandsholdet og DBU har forhandlet om en ny aftale i ca. et år, fra efteråret 2016 til efteråret 2017, uden at komme frem til enighed. Et centralt stridspunkt i konflikten var, hvorvidt landsholdsspillerne kunne betragte sig selv som arbejdstagere i landsholdsregi. DBU mener, at spillerne alene skal betragte sig som ansatte i deres respektive klubber.
Den 12. september 2017 tog DBU beslutning om at aflyse kampen mod Holland, der ellers var udsolgt. Kampen mod Ungarn var også i fare for at blive aflyst, men i sidste øjeblik, blev en delaftale underskrevet og kampen blev spillet. Danmark vandt kampen 6-1.
I ugen op til den planlagde VM-kvalifikationskamp mod Sverige, der skulle spilles den 20. oktober 2017, var der stadig ikke fundet en løsning og ingen ny aftale var blevet forhandlet på plads for kvindelandsholdet og U21 herrelandsholdet. DBU nægtede at fortsætte med forhandlingerne med Spillerforeningen i dagene op til en landskamp, og kvinderne nægtede at møde til træning i Helsingør, før de havde en aftale med DBU om deres lønforhold. Det endte med, at DBU valgte at aflyse kampen. I følge landsholdsspilleren Sanne Troelsgaard var der tale om 471.000 kroner, der skilte parterne.
Der var spekulationer om, hvorvidt kampen alligevel kunne blive spillet, selvom DBU havde meddelt det svenske fodboldforbund, at de ikke kunne stille med et landshold, for det er kun UEFA og FIFA, der officielt kan aflyse en landskamp. Men torsdag formiddag den 19. oktober 2017 bekræftede UEFA, at landskampen mellem Sverige og Danmark var blevet aflyst og Danmark derved blev taberdømt 0–3.
Den 20. oktober 2017 indgik DBU og Spillerforeningen en ny delaftale, der betød, at spillerne ville møde til landsholdssamlingen og at landsholdet skulle spille landskampen tirsdag den 24. oktober mod Kroatien.
DBU og Spillerforeningen indgik den 25. november en aftale, der endeligt afsluttede konflikten mellem de to parter.

#### Disciplinærsag
En disciplinærsag mod DBU forventes at starte lørdag den 21. oktober 2017, dagen efter, at VM-kvalifikationskampen mod Sverige skulle være spillet. Medierne har spekuleret i, hvor hård straffen kan blive. Ifølge en talsmand fra UEFA, så ville danskerne i hvert fald tabe 3-0, hvis de udeblev – og derefter ville et disciplinærorgan tage stilling til yderligere straffe, der kunne omfatte bøder, pointstraf og/eller udelukkelse fra hele VM-kvalifikationen.
Holdet risikerer at bliver smidt ud af VM-kvalifikationen til VM 2019, hvorved de også mister muligheden for at deltage ved OL i Tokyo 2020; muligvis vil de også blive udelukket fra kvalifikationen til EM i fodbold 2021. En mulig sanktion fra UEFA/FIFA kan ifølge BT blive, at DBU mister alle støttepenge fra UEFA og FIFA i en årrække, hvilket ifølge avisen kan være fra ca. 10,5 millioner kroner og helt op til 60 millioner kroner i tabte støttepenge.
Afgørelse
Ifølge det svenske fodboldforbund (SvFF), har UEFA afgjort at Danmark taberdømmes med resultatet 0-3 og en fire års betinget frakendelse af retten til at deltage i internationale turneringer, herunder kval.kampe. Desuden idømmes DBU en bøde på 20.000 Euro (ca. 150.000 DKK). UEFA har sidenhen offentliggjort afgørelsen på deres hjemmeside. Ydermere kunne Sverige vælge at anke afgørelsen, og det gjorde de. UEFA valgte dog at stadfæste dommen. Den sidste mulighed for at anke afgørelsen var at føre sagen ved Den Internationale Sportsdomstol CAS. 13. februar 2018 meddelte SvFF, at det ikke ønskede at gå til CAS, hvorpå afgørelsen fra november 2017 stod ved magt.

#### Ny landstræner
Den daværende landstræner Nils Nielsen, valgte at stoppe som landstræner lige efter EM-succesen i 2017. Efter hele aflønningskonflikten kunne Dansk Boldspils-Union 18. november 2017 offentliggøre Lars Søndergaard som ny landstræner. Hans kontrakt gjaldt til og med EM 2021 i England.
I første omgang mislykkedes det for Søndergaard og holdet at kvalificere sig til VM i fodbold 2019 i Frankrig. I kvalifikationsgruppen blev Danmark nummer to efter Sverige, der tog den direkte VM-billet. I stedet skulle landsholdet spille playoff-kampe mod de forsvarende europamestre fra Holland. Her led holdet et skuffende 0–2 nederlag i det første opgør i Breda og efterfølgende 1–2 i Viborg.
21. februar 2019 blev der trukket lod til kvalifikationen til EM-slutrunden (året for slutrunden var oprindelig planlagt til 2021, men blev i april 2020 ændret til 2022, efter at herrernes EM i fodbold samt andre sportsbegivenheder måtte udskydes et år på grund af COVID-19 situationen. Holdet endte i gruppe med Georgien, Malta, Israel, Bosnien-Hercegovina og Italien. Kvalifikation blev i marts 2020 afbrudt grundet coronaepidenien. Kvalifikationen blev genoptaget i september 2020 uden tilskuere. Det danske hold vandt sikkert kvalifikationsgruppen uden nederlag med ni sejre og én uafgjort. Danmark blev herefter til slutrunden placeret i gruppe B, hvor modstanderne blev Spanien, Tyskland og Finland.
I september 2021 påbegyndte man den nye VM-kvalifikation til VM i Australien og New Zealand i 2023. Denne gang var holdet placeret i øverste seedningslag og sikrede sig derved en overskuelig gruppe bestående af Rusland, Malta, Aserbajdsjan, Bosnien-Hercegovina og Montenegro. Her gik man endnu engang igennem ubesejret med otte sejre og en målscorere på +38. Den 28. februar 2022 valgte UEFA at suspendere det russiske hold og efterfølgende annullere deres resultater i gruppen, hvilket betød det danske landshold kvalificerede sig til VM-slutrunden i 2023 for første gang i 16 år.
Op til EM-slutrunden i England spillede landsholdet en historisk landskamp den 24. juni 2022. For første gang nogensinde spillede kvindelandsholdet på Danmarks største fodboldstadion og herrernes sædvanlige hjemmebane Parken, hvor rekorden for flest tilskuer til en kvindefodboldkamp i Danmark blev slået med 21.542 tilskuere. Selve opgøret vandt danskerne desuden over Brasilien med 2–1.
Ved EM-slutrunden i England 2022 var det danske hold allerede inden turneringens start udset til at få svært ved at avancerer fra gruppespillet. Med de formstærke nationer Spanien, Tyskland og Finland var presset stort fra start. I det første opgør tabte danskerne med 0–4 til de tyske favoritter og spillede sig kun til få chancer. I det andet opgør var en sejr over Finland krævet, hvis holdet skulle kunne spille sig videre i turneringen. Her vandt man knebent 1–0 med Pernille Harder som målscorer efter 72 minutter i Milton Keynes. Sejren betød, at holdet skulle i direkte duel mod Spanien om kvartfinalepladsen. Her var en sejr påkrævet, da spanierne havde en bedre målscore end danskerne. I kampen spillede holdet en tæt kamp mod spanierne, hvor begge hold havde nogenlunde lige mange chancer. I det 89. minut scorede den spanske angriber Marta Cardona og sendte dermed Danmark ud af EM-turneringen.

## Seneste resultater

### 2024
| 28. februar Venskabskamp | Danmark      | 1–1 | Østrig      | Marbella, Spanien                                                                  |
| 16:30                    | - Harder 52' |     | - Dunst 11' | Stadion: Marbella Football Center Tilskuere: 116 Dommer: Jason Barcelo (Gibraltar) |

| 5. april EM-kval. 2025 | Tjekkiet       | 1–3     | Danmark                                      | Uherské Hradiště, Tjekkiet                                                                |
| 18:00 UTC+1            | - Stašková 42' | Rapport | - Vangsgaard 7' - Ballisager 68' - Hasbo 72' | Stadion: Miroslava Valenty Stadion Tilskuere: 2.426 Dommer: Iuliana Demetrescu (Rumænien) |

| 9. april EM-kval. 2025 | Danmark                                           | 4–2     | Belgien                   | Viborg                                                                   |
| 18:00 UTC+1            | - Vangsgaard 29', 39' - Svava 44' - Thøgersen 62' | Rapport | - Kees 67' - Delacauw 72' | Stadion: Viborg Stadion Tilskuere: 1.660 Dommer: Rebecca Welch (England) |

| 31. maj EM-kval. 2025 | Danmark | 0–2     | Spanien                            | Vejle                                                            |
| 19:00 UTC+1           |         | Rapport | Jennifer Hermoso 17' - Mariona 28' | Stadion: Vejle Stadion Dommer: Irena Projkovska (Nordmakedonien) |

| 4. juni EM-kval. 2025 | Spanien                                   | 3–2     | Danmark          | Santa Cruz, Tenerife, Spanien                                      |
| 20:30                 | Bruna 74' - Paredes 77' - L. García 90+2' | Rapport | Thomsen 4 ', 72' | Stadion: Heliodoro Rodríguez López, Dommer: Maria Caputi (Italien) |

| 12. juli EM-kval. 2025 | Belgien | 0-3     | Danmark                                         | Belgien                                         |
| 20:00                  |         | Rapport | Cayman (SM) 59' - Harder 65' - S. Holmgaard 82' | Stadion: Stayen Stadium Dommer: Ivana Martinčić |

| 16. juli EM-kval. 2025 | Danmark                 | 2-0     | Tjekkiet | Danmark                                                      |
| 19:00                  | Bruun 55' - Thomsen 63' | Rapport |          | Stadion: Vejle Stadion Tilskuere: 3303 Dommer: Abigail Byrne |

| 25. oktober Venskabskamp | Danmark                                                  | 5-0 | Sydafrika | Aalborg, Danmark                         |
| 18:00                    | - Obaze 51' - Bruun 55', 57' - Vangsgaard 64' - Kühl 75' |     |           | Stadion: Aalborg Stadion Tilskuere: 4125 |

| 29. oktober Venskabskamp | Danmark      | 1-2 | Holland                        | Aalborg, Danmark                         |
| 18:00                    | - Kramer 87' |     | - Brugts 26' - van de Donk 28' | Stadion: Aalborg Stadion Tilskuere: 5414 |

| 2. december Venskabskamp | Danmark          | 2-0 | Island | San Pedro del Pinatar, Spanien        |
| 18:00                    | - Bruun 16', 40' |     |        | Stadion: Pinatar Arena Tilskuere: 105 |

### 2025
| 21. februar UEFA Nations League 2024-25 | Danmark |  | Sverige | Danmark |
|                                         |         |  |         |         |

| 25. februar UEFA Nations League 2024-25 | Italien |  | Danmark | Italien |
|                                         |         |  |         |         |

| 4. april UEFA Nations League 2024-25 | Wales |  | Danmark | Wales |
|                                      |       |  |         |       |

| 8. april UEFA Nations League 2024-25 | Danmark |  | Italien | Danmark |
|                                      |         |  |         |         |

| 30. maj UEFA Nations League 2024-25 | Danmark |  | Wales | Danmark |
|                                     |         |  |       |         |

| 3. juni UEFA Nations League 2024-25 | Sverige |  | Danmark | Sverige |
|                                     |         |  |         |         |

## Spillere
Siden DBU har overtaget organiseringen af kvindelandsholdet har der været en række markante spillere på holdet. Den første spiller, der rundede 50 kampe, var Lone Smidt Nielsen i 1985 (hun nåede i alt 56 landskampe), men siden har adskillige spillere fået flere landskampe.
Katrine S. Pedersen blev den første, der rundede 100 kampe 9. marts 2005, og hun blev også den første til at runde 200 kampe, da hun den 11. marts 2013 spillede sin kamp nr. 200 for landsholdet i en kamp mod Japan ved Algarve Cup.
Merete Pedersen var i en længere periode den mest scorende spiller på landsholdet med 65 mål i 136 kampe, indtil Pernille Harder i september 2021 overgik hende.

### Aktuel trup
Følgende 23 spillere blev udtaget til den officielle trup til EM i fodbold 2025 i Schweiz.
Kampe og mål opdateret pr. 12. juli 2025, efter kampen mod  Polen.